# Manoir de la Fresnaye (Saint-Germain-de-la-Coudre)
Pour les articles homonymes, voir La Fresnaye.
Le manoir de la Fresnaye est une demeure des XIVe, XVe, XVIe – XIXe siècles qui se dresse sur le territoire de la commune française de Saint-Germain-de-la-Coudre, dans le département de l'Orne, en région Normandie.

## Localisation
Le manoir est situé dans la commune de Saint-Germain-de-la-Coudre, dans le département français de l'Orne.

## Historique
L'édifice est réputé le plus ancien des manoirs du Perche subsistants, n'ayant pas été incendié lors des combats de la guerre de Cent Ans[réf. nécessaire].
Il a fait l'objet de modifications continues depuis le XIVe siècle.
Le manoir n'est pas entretenu au XVIIe siècle et il est vendu au milieu du XVIIIe siècle[réf. souhaitée].
Le donjon est tronqué sous Louis-Philippe et Napoléon III. Le domaine sert d'exploitation agricole jusqu'au milieu du XXe siècle. Il est restauré à partir de 1977 puis depuis 1994 par un nouveau propriétaire[réf. souhaitée].

## Description
Le manoir est pourvu d'une grosse tour circulaire percées de meurtrières.

## Protection
Au titre des monuments historiques :
- la galerie Renaissance ainsi que la cheminée Renaissance du rez-de-chaussée de la grande tour sont classées par arrêté du 8 septembre 1988 ;
- le manoir de la Fresnaye et ses extensions en totalité, les façades et la toiture de la métairie, les installations hydrauliques (y compris le puits), ainsi que l'assiette des sols situés au lieu-dit la Frênaie, sont inscrits par arrêté du 21 décembre 2015.

À noter que l'arrêté d'inscription du 21 décembre 2015 se substitue à l'arrêté d'inscription du 8 septembre 1988 : Manoir (à l'exception des parties classées) ainsi que les communs qui lui sont accolés : inscription par arrêté du 8 septembre 1988 et complète l'arrêté de classement du 8 septembre 1988.